# Reality check
Reality check (Reality Check) is de eerste aflevering van het eerste seizoen van de Noors-Amerikaanse serie Lilyhammer. De aflevering werd op 25 januari 2012 op de Noorse zender NRK1 uitgezonden. Op 6 februari verscheen de aflevering op de streamingdienst Netflix.

## Verhaal
Frank "The Fixer" Tagliano is aanwezig op de begrafenis van maffiabaas Sally Delucci. Door zijn overlijden wordt Aldo Delucci, de broer van Sally, de baas van Frank. Frank vindt Aldo meer een zakenman en vindt dat hij te weinig respect voor zijn beroep heeft. Na afloop van de begrafenis vertrekt hij naar een kroeg. In de kroeg geeft de barman aan Frank een visitekaartje van de FBI. De FBI laat dit doen omdat zij bang zijn dat Frank in gevaar is, maar de barman en hijzelf vinden dit onzin, totdat een onbekende schutter de kroeg binnenkomt en Frank bijna neerschiet. Als Frank en de barman op de schutter beginnen te schieten vlucht de schutter.
Bij deze mislukte aanslag sterft de hond van Frank, Lily en Frank voelt zich ook niet meer veilig. Hij spreekt af met de FBI en is bereid een getuigenis af te leggen tegen zijn baas Aldo Delucci. In ruil daarvoor wil Frank worden beschermd en naar de plaats Lillehammer verhuizen. Tijdens de Olympische Winterspelen 1994 raakte hij gecharmeerd door dit plaatsje. Frank krijgt een nieuwe identiteit en zijn strafblad wordt blanco gemaakt. Zijn nieuwe naam is "Giovanni Henriksen".
Als Frank op het vliegveld in Noorwegen aankomt, vervolgt hij zijn reis naar Lillehammer met de trein. Bij een station op de route stappen een aantal jongeren in die harde muziek op hebben staan. Als een man, Antonsen, er wat van zegt, pakken de jongeren zijn muts af. Frank, die naar een taalcursus Noors luistert, volgt een van de jongeren, die naar de wc gaat. Hij duwt zijn hoofd tegen een spiegel en dwingt hem de muziek uit te zetten en de muts terug te geven. Als Frank uit de trein komt, gaat hij naar zijn nieuwe huis met de taxi van Roar Lien.
De volgende dag ontmoet Frank zijn nieuwe buurvrouw, Laila Hovland, die bij de politie werkt. Na deze ontmoeting gaat hij naar het gemeentehuis, waar hij aan Jan Johansen vraagt of hij een bar op kan richten. Jan zegt dat dit onrealistisch is en als Frank een stapel contant geld op de tafel legt, dreigt Jan aangifte te doen voor het omkopen van een ambtenaar. Jan besluit Frank tegen zijn zin in te schrijven voor een sollicitatiecursus. Als Frank terug rijdt in zijn Th!nk City, ziet hij een lam de weg oversteken. Hij neemt het dier mee en zoekt de eigenaar. Een jongen genaamd Jonas blijkt de eigenaar te zijn en zij bedanken hem voor het teruggeven van de lam.
Op een vrijdag heeft Frank zijn eerste solicitatiecursus en komt te laat. Als hij een grapje maakt, plaatst Jan hem over naar een half jaar durende cursus, genaamd "een tweede kans". In de avond gaat Frank met een paar andere werkzoekenden naar een bar en ontmoet daar Sigrid Haugli, de moeder van Jonas, die hij in de trein voor het eerst zag. Nadat Sigrid hoort dat het lam van Jonas is verminkt door een wolf, gaat zij daarheen. Frank volgt haar en de vader van Sigrid schiet de lam dood. Met nog wat mensen praat Frank over het doodschieten van de wolf, maar nadat Laila een deel van dat gesprek hoort, neemt zij een jachtgeweer in beslag. Frank wil echter nog steeds de wolf doodschieten en besluit met Torgeir Lien en zijn broer Roar het bos in te gaan. Als Torgeir schrikt, schiet hij per ongeluk op Roar.
Ondertussen ziet Frank de wolf en schiet hem dood. Als ze de wolf in een wak dumpen, horen ze boswachter Anton roepen of er mensen zijn. Ze besluiten een hut in te vluchten en vinden daar foto's van Jan met naakte immigranten. Frank neemt de foto's mee om Jan te kunnen chanteren. Als ze in de ochtend terugkomen, wacht Laila ze op en vraagt of ze iets van de illegale jachtpartij wisten. Omdat door Frank Anton in de trein zijn hoed terug krijgt, besluit hij als getuige te zeggen dat hij iemand anders zag.
Frank gaat later naar Jan en laat hem de naaktfoto's zien. Hij dwingt Jan om Sigrid aan te nemen voor de cursus die hij doet. Ook neemt Frank een lokale bar over, omdat de eigenaar naar Alicante verhuist. Frank kiest Torgeir als partner en maakt hem de eigenaar van de bar. De aflevering eindigt als Laila belt om meer informatie over "Giovanni Henriksen" te verkrijgen.

## Rolverdeling
| Rol                | Acteur                 |
| ------------------ | ---------------------- |
| Frank Tagliano     | Steven Van Zandt       |
| Sigrid Haugli      | Marian Saastad Ottesen |
| Torgeir Lien       | Trond Fausa Aurvåg     |
| Roar Lien          | Steinar Sagen          |
| Geir "Elvis" Tvedt | Kyrre Hellum           |
| Laila Hovland      | Anne Krigsvoll         |
| Jonas Haugli       | Mikael Aksnes-Pehrson  |
| Jan Johansen       | Fridtjov Såheim        |
| Sylfest Haugli     | Viggo Sandvik          |
| Karen Sokolowsky   | Juliet Aubrey          |
| Agent Henry        | Dean Clark             |
| Agent Becker       | Jay Benedict           |
| Alf Antonsen       | Trond Brænne           |
| Aldo Delucci       | Thomas Grube           |
| Reidar Bjornstad   | Sverre Horge           |